# Colliguaja odorifera
Colliguaja odorifera, llamada comúnmente colliguay, coliguay, o lechón, es una especie endémica del centro de Chile del género de plantas Colliguaja de la familia Euphorbiaceae. Fue descrito por el abate Juan Ignacio Molina en el año 1810.

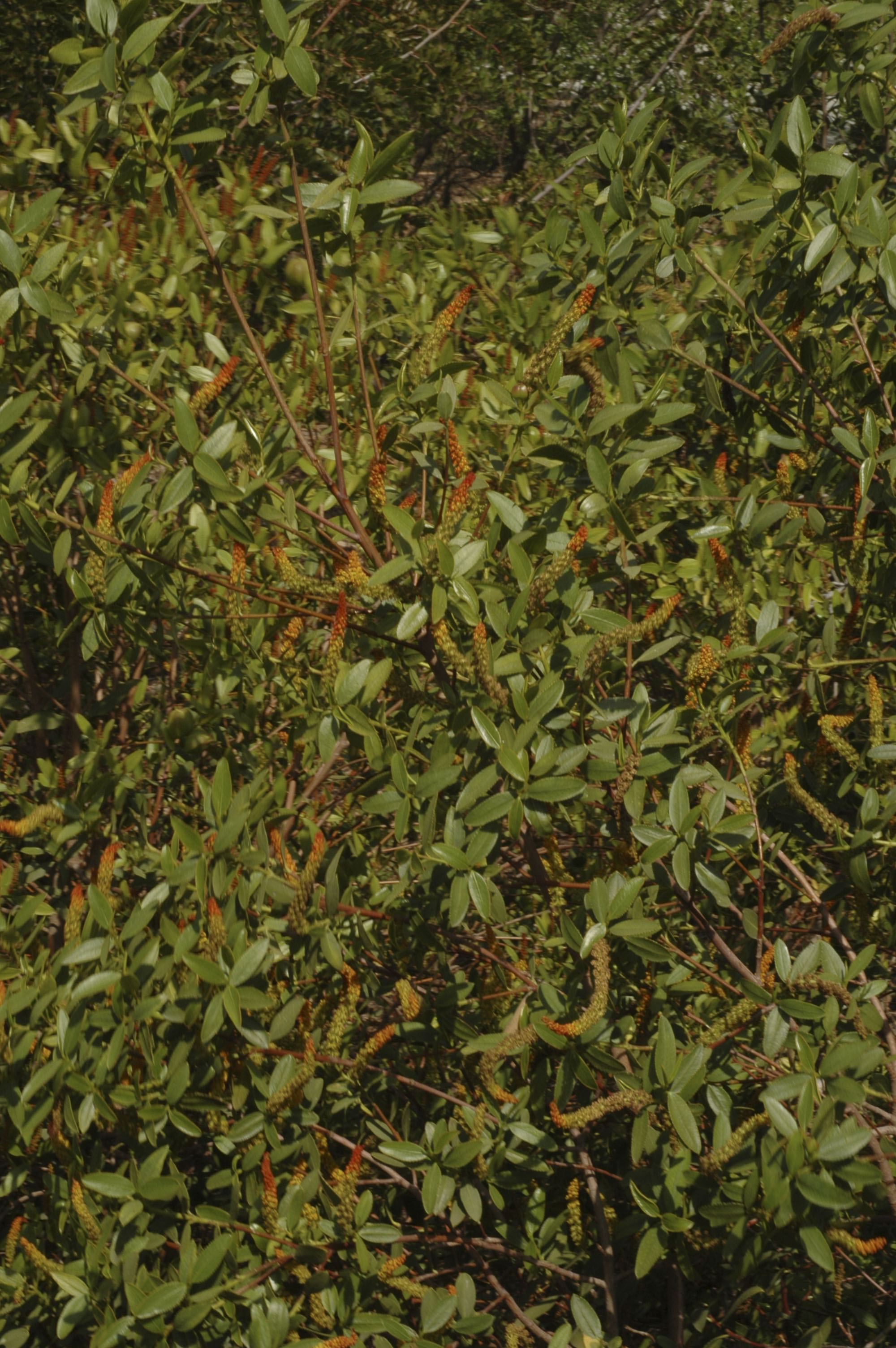
Vista de la planta

## Características
Es un arbusto siempreverde de hasta 2 m. La corteza es café-pardo y se desprende fácilmente, liberando látex de color blanco si se lo tala. Sus hojas son pecioladas, de color verde claro, oblongas a elípticas, opuestas, de ápice redondeado, mucronado o agudo. Los bordes son aserrados y glandulosos. Las medidas de la lámina son de 15 a 45 mm de longitud, con un ancho de 8 a 20 mm. 
Posee inflorescencias terminales unisexuales en tonos de amarillo a rojizo. Las flores femeninas muestran un estigma trífido, siendo más gruesas que las masculinas, estas últimas contienen de 8 a 12 estambres, y se ubican en lo más alto de la espiga. Su fruto es una cápsula tricoca con un diámetro 20 mm. Al terminar de madurar, se abre violentamente, lanzando las semillas que contenía su interior a varios metros de distancia, evitando de esta manera la competencia con la planta madre.

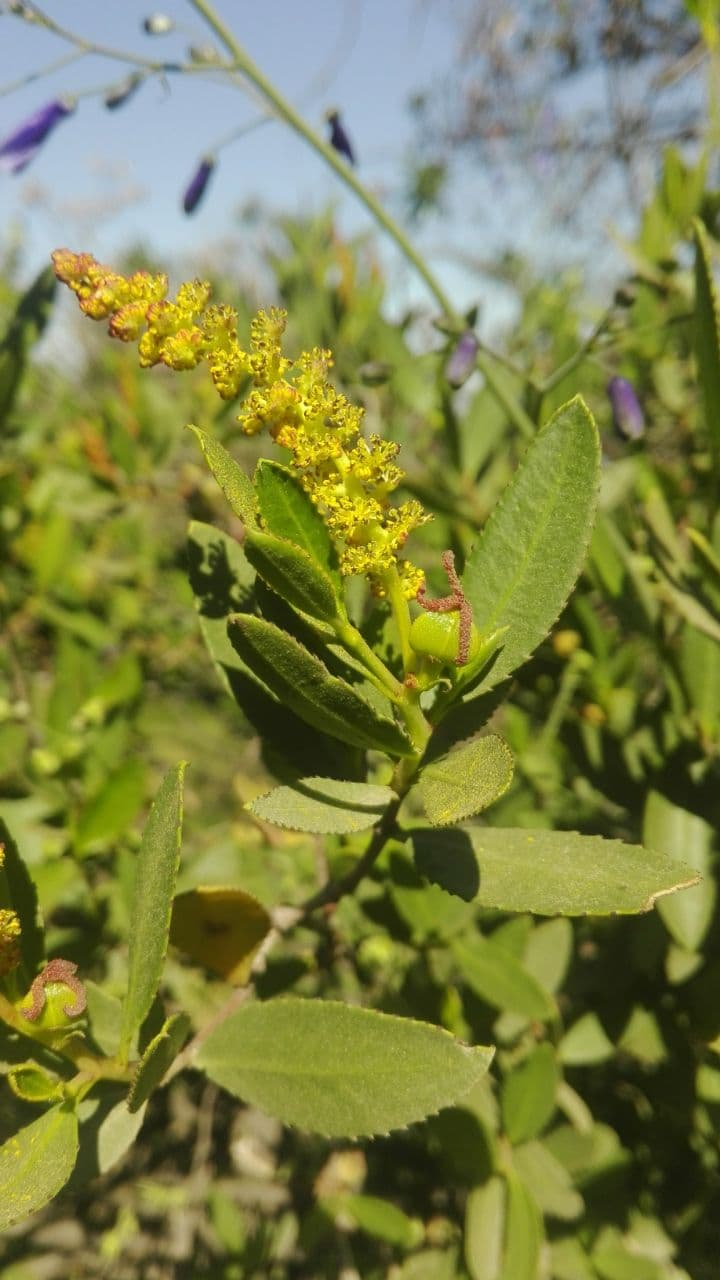
Inflorescencias de C. odorifera

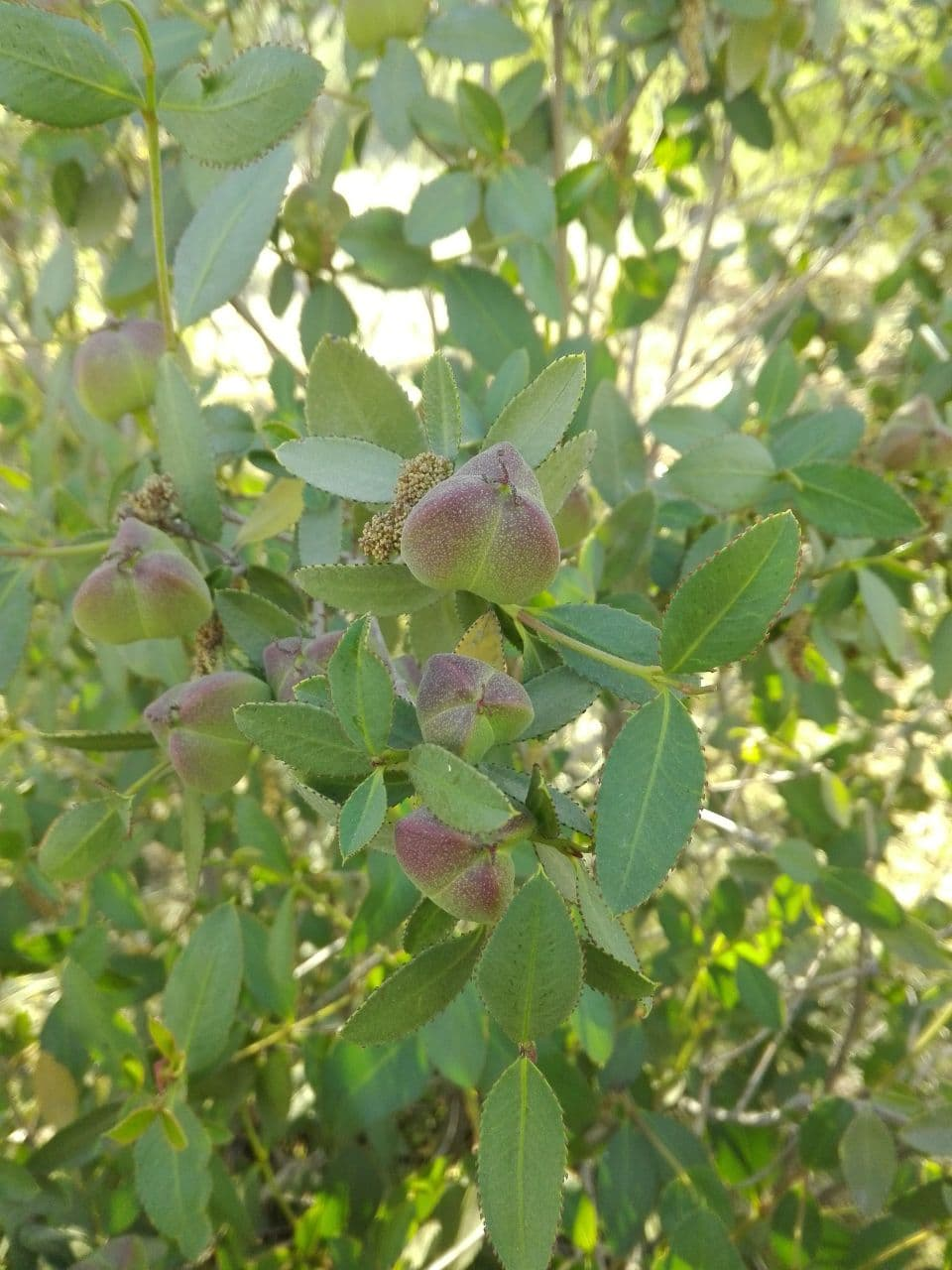
Fruto cápsula de C. odorifera

Su corona radical posee una inflamación como protección del tallo contra la destrucción del fuego, llamada lignotúber. La corona contiene yemas de las cuales nuevos tallos pueden brotar, y una suficiente provisión de nutrientes para apoyar un período de crecimiento en la ausencia de fotosíntesis.

## Usos
Es un arbusto ornamental. En medicina popular se emplea contra el dolor de muelas. La corteza se utiliza como sucedáneo del jabón.

## Etimología
El nombre del género, Colliguaja, es el nombre de la planta en Mapudungun. El nombre odorifera, se debe a la fragancia que expele su madera.

## Hábitat
Esta especie arbustiva se la encuentra en terrenos pedregosos y áridos, expuestos al sol, en el bosque esclerófilo y bosquetes de palma chilena (Jubaea chilensis) hasta los 1300 m snm.

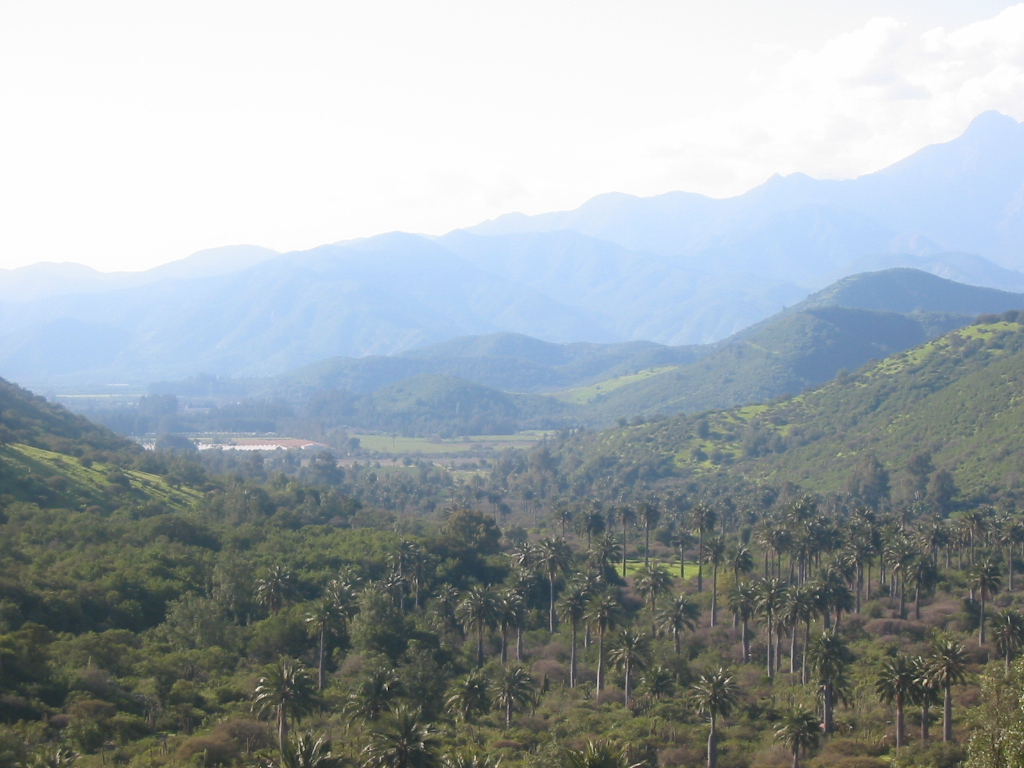
Su hábitat en el Parque Nacional La Campana.

## Distribución
Es una especie endémica de Chile, creciendo desde Antofagasta hasta Linares. Cuenta con registros en las siguientes regiones: Región de Antofagasta, Región de Atacama, Región de Coquimbo, Región de Valparaíso, Región Metropolitana de Santiago, Región del Libertador General Bernardo O'Higgins, hasta la Región del Maule.

## Taxonomía
Colliguaja odorifera fue descrito por Juan Ignacio Molina y publicado en Saggio sulla Storia Naturale del Chili . . . 158, 354. 1782.
sinonimia
- Colliguaja triquetra Gillies & Hook.
- Colliguaja obtusa Regel
- Croton colliguay Molina.[6][7]